# Гаврилів Меланія Василівна
Меланія Василівна Гаврилів (нар. 1920, село Нижня Лукавиця, Польща, тепер Стрийського району Львівської області — ?) — українська радянська діячка, ланкова колгоспу «Зоря комунізму» (імені Леніна) Сколівського (Стрийського) району Дрогобицької (Львівської) області. Депутат Верховної Ради УРСР 5-го скликання. Герой Соціалістичної Праці (26.02.1958).

## Біографія
Народилася в селянській родині. Працювала в сільському господарстві.
З 1940-х років — ланкова льонарської ланки колгоспу «Зоря комунізму» (з 1958 — імені Леніна) села Нижня Лукавиця Сколівського (потім — Стрийського) району Дрогобицької (Львівської) області.
26 лютого 1958 року отримала звання Героя Соціалістичної Праці з врученням ордена Леніна і золотої медалі «Серп і молот» за одержання високих врожаїв насіння льону і волокна у 1957 році. У 1957 році ланка Меланії Гаврилів зібрала з кожного гектара посіву по 7,5 центнера насіння і по 11,4 центнера волокна льону.
Безпартійна. 1 березня 1959 року була обрана депутатом Верховної Ради УРСР 5-го скликання від Сколівського виборчого округу № 82 Дрогобицької області.
Потім — на пенсії.

## Нагороди
- Герой Соціалістичної Праці (26.02.1958)
- орден Леніна (26.02.1958)
- медалі